# Liza Soberano
Liza Soberano, née le 4 janvier 1998, est une actrice et mannequin philippino-américaine.

## Biographie
En 2017, elle a été élue plus beau visage féminin au monde par la société TC Candler.[réf. souhaitée]

## Filmographie
- 2024 : Lisa Frankenstein de Zelda Williams : Taffy